# Norman Davies
Ivor Norman Richard Davies (Bolton, Lancashire; 8 de junio de 1939) es un historiador inglés, conocido por sus publicaciones sobre la historia de Polonia y las islas británicas. 

## Trayectoria
Discípulo de A.J.P. Taylor, Davies estudió historia en el Magdalen College, Oxford. Tras sus estancias en Grenoble, Francia, Perugia, Italia, y Sussex, Inglaterra, trató de estudiar un doctorado en Rusia, pero le fue denegado el visado de entrada. Entonces se dirigió a Cracovia para estudiar en la Universidad Jaguelónica e investigar la guerra polaco-soviética. Como esa guerra no existía oficialmente en la historiografía de la Polonia comunista de ese momento, fue obligado a cambiar el título de su disertación a La política exterior británica hacia Polonia, 1919-20. Después de obtener su doctorado en Cracovia, el texto inglés apareció bajo el título Águila blanca, estrella roja. La guerra polaco-soviética 1919-1920 en 1972.
Desde 1971, Davies enseñó historia de Polonia en la Escuela de estudios eslavos y europeos del este (SSEES) de la Universidad de Londres, donde fue profesor de 1985 a 1996. En la actualidad trabaja en el Wolfson College de la Universidad de Oxford. Por su carrera, Davies ha dado conferencias en muchos países (Estados Unidos, Canadá, Australia, Japón, China, y los países europeos más importantes). 
El trabajo que le dio su reputación en el mundo angloparlante fue God's Playground (1981), una visión general pero exhaustiva de la historia de Polonia, que sigue siendo considerada como la más influyente. Esto hizo a Davis inmediatamente famoso en Polonia, aunque —o tal vez por ello— solo pudo ser distribuido como copia samizdat.
En medio del ambiente actual en Polonia, Davies publicó una descripción más concisa, ensayística, del rol del pasado en el presente de Polonia, titulado Corazón de Europa (1984).
Algunos colegas occidentales han acusado a Davies de una actitud "polacofílica" en la presentación de los conflictos polaco-soviético, polaco-judío o polaco con occidente. En particular, algunos historiadores judíos, con Lucy Dawidowicz a la cabeza, Abraham Brumberg y Theodore Rabb, objetan a Davies el tratamiento histórico del Holocausto en la ocupación nazi de Polonia. Le acusan de minimizar el histórico antisemitismo y promocionan una visión en la que el Holocausto ocupa una posición en la historiografía internacional que tiende a minimizar el sufrimiento de los polacos no judíos e incluso los denuncia como antisemitas. Los partidarios de Davies sostienen que le presta la debida atención al genocidio y a los crímenes de guerra perpetrados tanto por Hitler como por Stalin contra los polacos judíos y no judíos. Davies argumenta que Los estudiantes del Holocausto necesitan no temer que las comparaciones racionales puedan amenazar esa unicidad. Justo lo contrario y que ...uno necesita reconstruir mentalmente la fotografía completa para comprender la verdadera enormidad del cataclismo polaco en la guerra, y entonces decir con absoluta convicción 'Nunca más'.
En 1986 la crítica de Dawidowicz al tratamiento de Davies del Holocausto fue citado como un factor en una polémica en la Universidad de Stanford en la que le denegaron a Davies una posición por "defectos científicos". Davies demandó a la universidad por incumplimiento de contrato y difamación, pero en 1989 el tribunal falló que no tenía jurisdicción en materias académicas.
En los 90, Davies volvió con dos monumentales trabajos sobre la historia europea en su conjunto (1996) y de las islas británicas en particular (1999). En ambos libros precisa la importancia de las "periferias" en pie de igualdad y revisa el conocimiento convencional en historiografía que considera predispuesto a occidente y anglocéntrico, respectivamente.
Más tarde, Davies y su anterior ayudante de investigación, Roger Moorhouse, coescribieron una historia sobre Breslavia, como sugerencia del alcalde de la ciudad. El libro considera a la ciudad un punto focal de la historia de centro Europa y lo utiliza para presentar esa historia "en dos palabras". Aunque algunos compañeros criticaron un número de defectos técnicos en el libro, se convirtió en un best-seller tanto en Alemania como en Polonia, donde fueron publicados simultáneamente.
Davies además escribe ensayos y artículos populares para medios de comunicación. Entre otros, ha trabajado para la BBC y para revistas británicas y americanas como The Times, The New York Review of Books y The Independent. En Polonia, sus artículos aparecen en el semanario liberal católico Tygodnik Powszechny.
Después de 1989, God's Playground se convirtió en lectura requerida en Polonia, en donde cada libro subsecuente fue traducido y se convirtió inmediatamente en un éxito comercial. En 2000, los editores polacos de Davies, Znak, publicaron una colección de sus ensayos y artículos bajo el título Smok wawelski nad Tamizą (El dragón de Wawel en el Támesis) que no está disponible en inglés.
El libro de Davies, Varsovia, 1944 (Rising '44), describe el Levantamiento de Varsovia y fue muy bien recibido en 2004, con ocasión de su 60.º aniversario.

## Premios y distinciones
Davies tiene varios títulos honoríficos, incluidos doctorados honoríficos por las universidades de Lublin y Gdańsk, es miembro de la Academia polaca de Enseñanza (PAU) y la Academia Scientiarum et Artium Europea, y está asociado a la British Academy y la Royal Historical Society. Davies es además ciudadano honrífico de Lublin y Cracovia. En 2005, fue condecorado con la Orden de San Estanislao de primera clase de Polonia.

## Publicaciones en inglés
- 1972: White Eagle, Red Star: The Polish-Soviet War, 1919-20. (2004 edition)
- 1977: Poland, Past and Present. A Select Bibliography of Works in English.
- 1981: God's Playground. A History of Poland. Vol. 1: The Origins to 1795, Vol. 2: 1795 to the Present. Oxford: Oxford University Press.
- 1984: Heart of Europe. A Short History of Poland. Oxford: Oxford University Press.
- 1996: Europe. A History. Oxford: Oxford University Press.
- 1999: The Isles. A History. Oxford: Oxford University Press.
- 2002: (con Roger Moorhouse): Microcosm: Portrait of a Central European City. London: Jonathan Cape.
- 2004: Rising '44. The Battle for Warsaw. London: Pan Books.
- 2006: Europe at war 1939-1945: No simple victory
- 2011: Vanished Kingdoms: The History of Half-Forgotten Europe. Allen Lane. ISBN 978-1-84614-338-0

## Publicaciones en castellano
- 2005: Varsovia, 1944. Planeta.
- 2008: Europa en guerra 1939-1945. Planeta.
- 2013: Reinos desaparecidos. La historia olvidada de Europa. Galaxia Gutenberg.

## Condecoraciones
- Noviembre del 2009: Medalla honorífica Bene Merito, otorgada por el ministro de Relaciones Exteriores de Polonia.